# Juan Pablo Grass
Juan Pablo Grass Galvez  (Bermejo, 6 de junio de 1980) es un exfutbolista y entrenador boliviano. Se desempeñó como delantero.

## Trayectoria como entrenador
Grass dirigió a las divisiones inferiores de Independiente Petrolero desde 2021. Asumió la dirección técnica del primer plantel en noviembre de 2022, luego de la dimisión de Rodrigo Venegas, dirigiendo al equipo solo tres partidos.

## Selección nacional

### Categorías inferiores
Fue convocado a la selección nacional sub-20 que disputó el Sudamericano Sub-20 de 1999.
| Torneo                      | Sede      | Resultado    |
| --------------------------- | --------- | ------------ |
| Sudamericano Sub-20 de 1999 | Argentina | Primera fase |

## Clubes

### Como jugador
| Club                    | País    | Año         |
| ----------------------- | ------- | ----------- |
| The Strongest           | Bolivia | 1997        |
| Independiente Petrolero | Bolivia | 1998 - 2000 |
| Real Potosí             | Bolivia | 2001        |
| Independiente Petrolero | Bolivia | 2002        |
| Stormers SC             | Bolivia | 2003        |
| Real Potosí             | Bolivia | 2004 - 2006 |
| Fancesa                 | Bolivia | 2006        |
| Independiente Petrolero | Bolivia | 2007        |

### Como entrenador
| Club                                 | País    | Año  |
| ------------------------------------ | ------- | ---- |
| Independiente Petrolero (inferiores) | Bolivia | 2022 |
| Independiente Petrolero              | Bolivia | 2023 |